# Mouvement Camphill
Le mouvement Camphill est un ensemble de communautés thérapeutiques accueillant des personnes handicapées. Fondé par l'Autrichien Karl König (en) en 1939 en Écosse, il s'inspire de la conception anthroposophique de l'être humain développée par Rudolf Steiner au début du XXe siècle. De nos jours il existe plus de 90 communautés dans 19 pays, dont la France et la Suisse.
Au départ ce furent surtout des écoles pour enfants avec un handicap mental, mais par la suite se formèrent des communautés villageoises pour des adultes avec un handicap physique ou mental. 
Elles visent à permettre aux personnes handicapées d'avoir accès à « l'éducation » à l'anthroposophie. Une des particularités de ces institutions est qu'elles sont formées de familles d'« éducateurs » qui partagent leur vie avec les personnes accueillies. 
Ils peuvent trouver des occupations valorisantes dans les domaines de l'agriculture biodynamique (elle aussi inspirée de l'anthroposophie),  l'horticulture, la boulangerie, le tissage, la pratique des arts, etc.
En plus des communautés villageoises, il existe aussi des centres d'assistance scolaire et des institutions thérapeutiques anthroposophiques.

## En France
En France, le Béal est l'unique établissement s’inspirant des valeurs fondatrices de Camphill. Il est implanté dans la Drôme depuis 1977. Il a reçu l'agrément « foyer de vie » en 1980.

## Enseignement religieux au sein du mouvement Camphill
Pour appuyer ses analyses concernant la mouvance anthroposophique dans sa volonté fondamentale d'instruire au religieux les enfants dans les écoles Steiner tout comme dans le mouvement Camphill, Grégoire Perra, ancien salarié d'une école Steiner et ancien anthroposophe cite le fondateur du mouvement Camphill : 

« Il est d’une grande importance que, dans tout le Mouvement Camphill, chacun se tourne vers l’Évangile tous les jours. […] Grâce à ces efforts, les offices dominicaux pour les enfants et les adolescents sont bien préparés. Le texte de ces offices a été donné par Rudolf Steiner à la première École Waldorf de Stuttgart et il a été utilisé depuis lors dans bien des écoles Rudolf Steiner, pour des enfants normaux comme pour les handicapés. […] Nous avons appris à voir le pouvoir de guérison profonde et durable qu’ils ont sur ces enfants. Leurs âmes ont soif d’un vrai contenu religieux et elles le boivent chaque dimanche avec la plus grande ferveur. Tout enfant, si perturbé et retardé soit-il, peut suivre l’office avec son cœur. La préparation que constitue pour les enseignants et les éducateurs la soirée biblique donne une force accrue à cet acte d’adoration chrétienne. »

— Karl König (en), Le Mouvement Camphill, Éditions Camphill, 1986, page 42